# U-736
Unterseeboot 736 foi um submarino alemão do Tipo VIIC, pertencente a Kriegsmarine que atuou durante a Segunda Guerra Mundial.

## Comandantes
| Comandante              | Data                                        |
| ----------------------- | ------------------------------------------- |
| Oblt. (R) Reinhard Reff | 16 de janeiro de 1943 - 6 de agosto de 1944 |

## Subordinação
Durante o seu tempo de serviço, esteve subordinado às seguintes flotilhas:
| Período                                     | Flotilha                                  |
| ------------------------------------------- | ----------------------------------------- |
| 16 de janeiro de 1943 - 31 de março de 1944 | 8. Unterseebootsflottille (treinamento)   |
| 1 de abril de 1944 - 6 de agosto de 1944    | 1. Unterseebootsflottille (serviço ativo) |